# Vitrail autonome

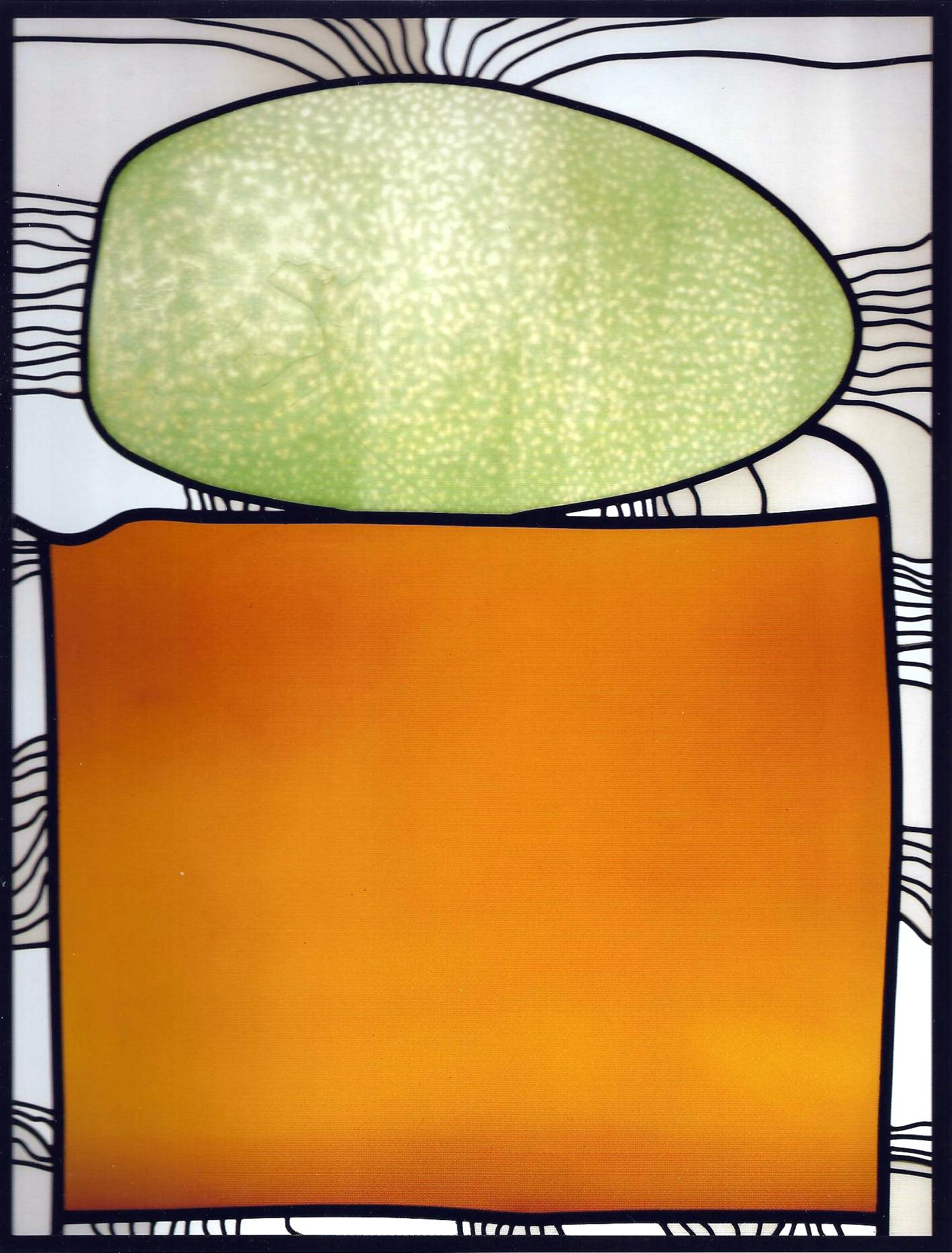
Sanford Barnett, Green Egg (1978), Musée du verre de Corning.

Un vitrail autonome est un vitrail conçu indépendamment de l’architecture. Les œuvres autonomes ne sont pas conçues pour vitrer des fenêtres. Le terme « vitrail » précède généralement celui de « fenêtre » et est donc lié à l’architecture à la fois linguistiquement et conceptuellement. L'œuvre autonome s'apparente davantage à une peinture qu'à un vitrail et constitue une utilisation non traditionnelle du médium.
Un critique qualifie de manière quelque peu péjorative les vitraux non architecturaux de « panneaux non commandés » ; un autre traditionaliste affirme que « les vitraux ne peuvent jamais être vraiment satisfaisants lorsqu'ils sont considérés comme des bibelots à accrocher à la fenêtre ou lorsqu'ils sont vendus dans les galeries comme des tableaux pour la décoration d'une pièce ».

## Histoire
De la Renaissance italienne (Uccello, Ghiberti, Ghirlandaio) au XXe siècle (Rouault, Chagall) en passant par les XVIIIe et XIXe siècles (Joshua Reynolds, Eugène Delacroix), les artistes ont réalisé des vitraux dans le style de leurs tableaux. Ces fenêtres ressemblent à des peintures, mais ce sont des fenêtres qui répondent, à un degré plus ou moins grand, à la forme, au but et à l’ambiance d’un bâtiment. Au fil du temps, on trouve des exemples épars d'œuvres peintes sur de petites feuilles de verre, parfois assemblées avec du plomb, qui n'étaient pas destinées à remplir les ouvertures des fenêtres.
En Allemagne, au cours de la seconde moitié du XXe siècle, les ateliers ont commencé à fabriquer de petits panneaux destinés à être exposés dans des galeries et des musées, dont le style ou les détails étaient similaires à ceux de fenêtres plus grandes. Ces panneaux sont généralement des extensions d'une esthétique architecturalement accommodante assez différente de l'approche « personnelle et introspective » de la plupart des peintures contemporaines et des vitraux autonomes.
Theo van Doesburg, Piet Mondrian, Josef Albers et une poignée d'autres artistes du début du XXe siècle ont parfois réalisé des œuvres en vitrail autonomes. Ce n'est cependant qu'au début des années 1970 qu'un groupe d'artistes verriers américains se sont consacrés, dans certains cas exclusivement, à cette pratique,. Comme les peintres, ils ont utilisé ce médium de manière expressive et personnelle, en concevant et en exécutant leurs propres œuvres plutôt que de les faire réaliser par des ateliers extérieurs comme c'est souvent le cas pour les vitraux architecturaux. La première génération d'artistes américains travaillant de manière autonome avec du vitrail a été documentée dans l'exposition historique de 1978 « New Stained Glass » au Museum of Contemporary Crafts de New York. Par la suite, d'autres, dans le monde entier, se sont consacrés à la fabrication de vitraux autonomes.
Dans son livre Twentieth Century Stained Glass: A New Definition, le critique d'art Robert Kehlmann souligne que la fabrication d'un panneau de vitrail et la conception d'une fenêtre sont deux disciplines différentes. Les artistes verriers autonomes fabriquent généralement leurs propres œuvres, expérimentant très souvent avec les matériaux, la technique et les utilisations de la lumière. Ils « abordent librement un large éventail d'idées et de sentiments sans se soucier de la forme et de l'ambiance d'un bâtiment ». La taille, la forme et l'imagerie d'un vitrail autonome sont « dictées uniquement par la nature des matériaux et l'esthétique personnelle ».

Quelques vitraux autonomes
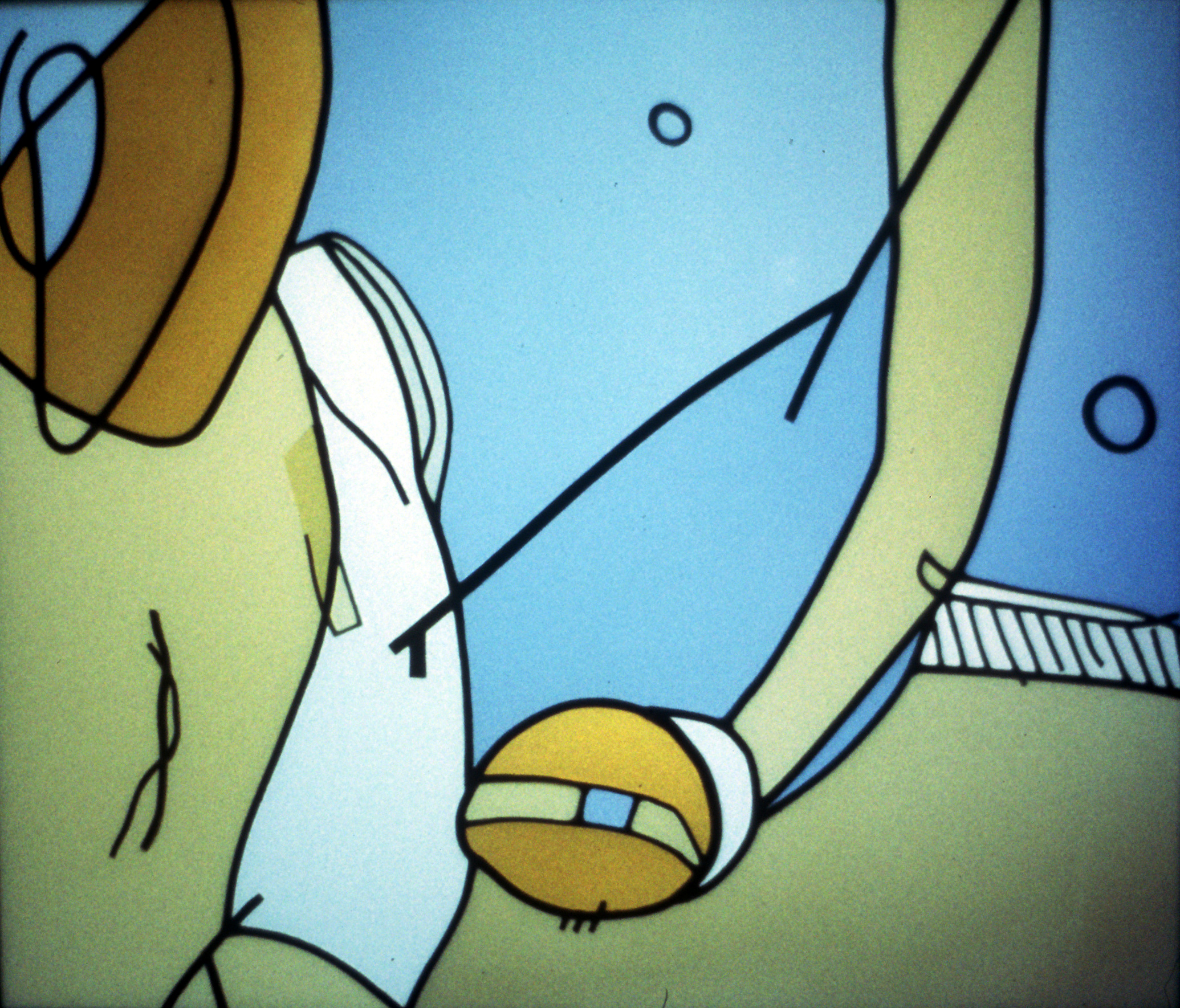
Robert Kehlmann, Composition XXXIX (1977), 33 x 38 cm, Musée d'art Leigh Yawkey Woodson, Wausau, Wisconsin.
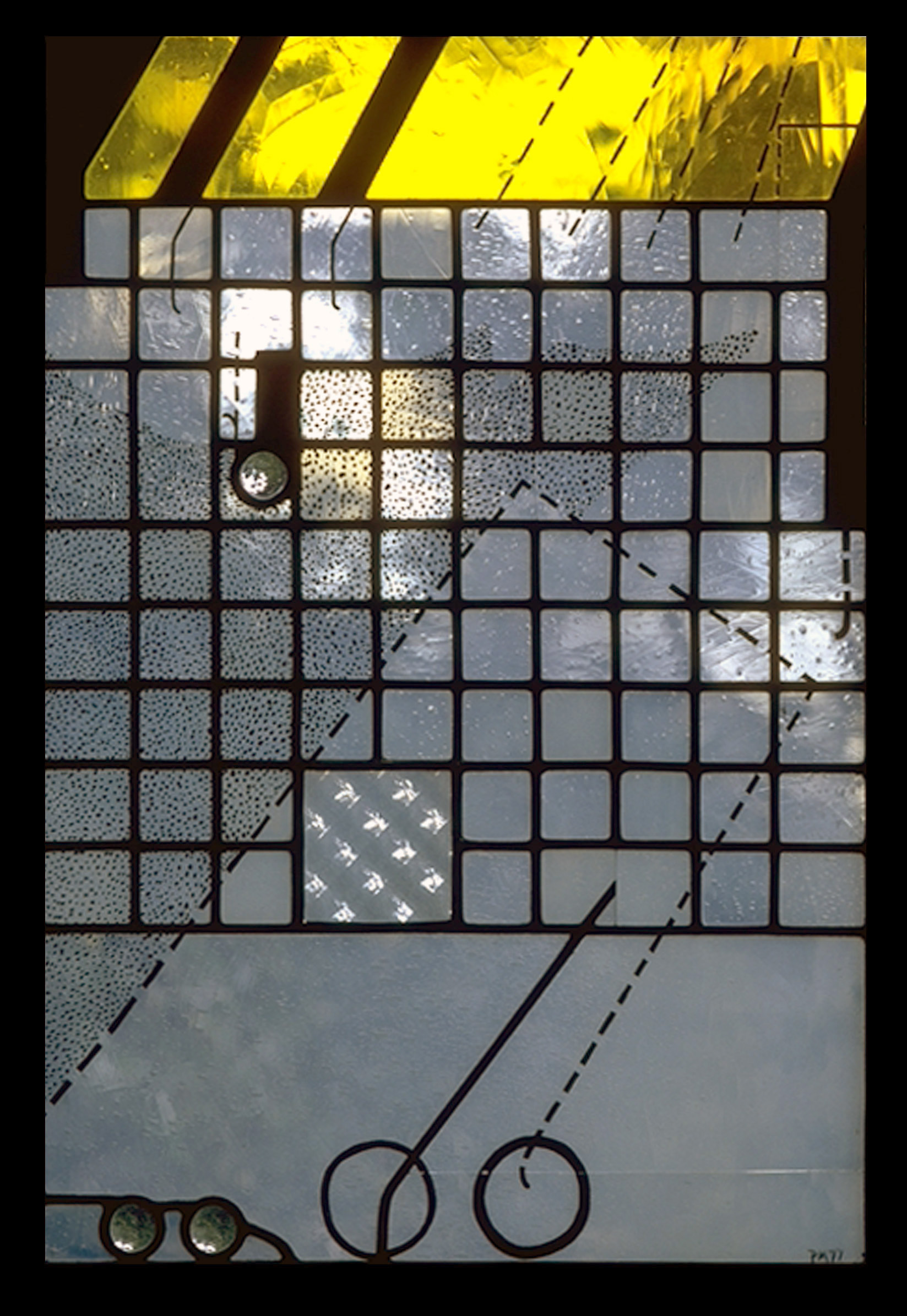
Peter Mollica, dessin sur verre 1a (1977), détruit.
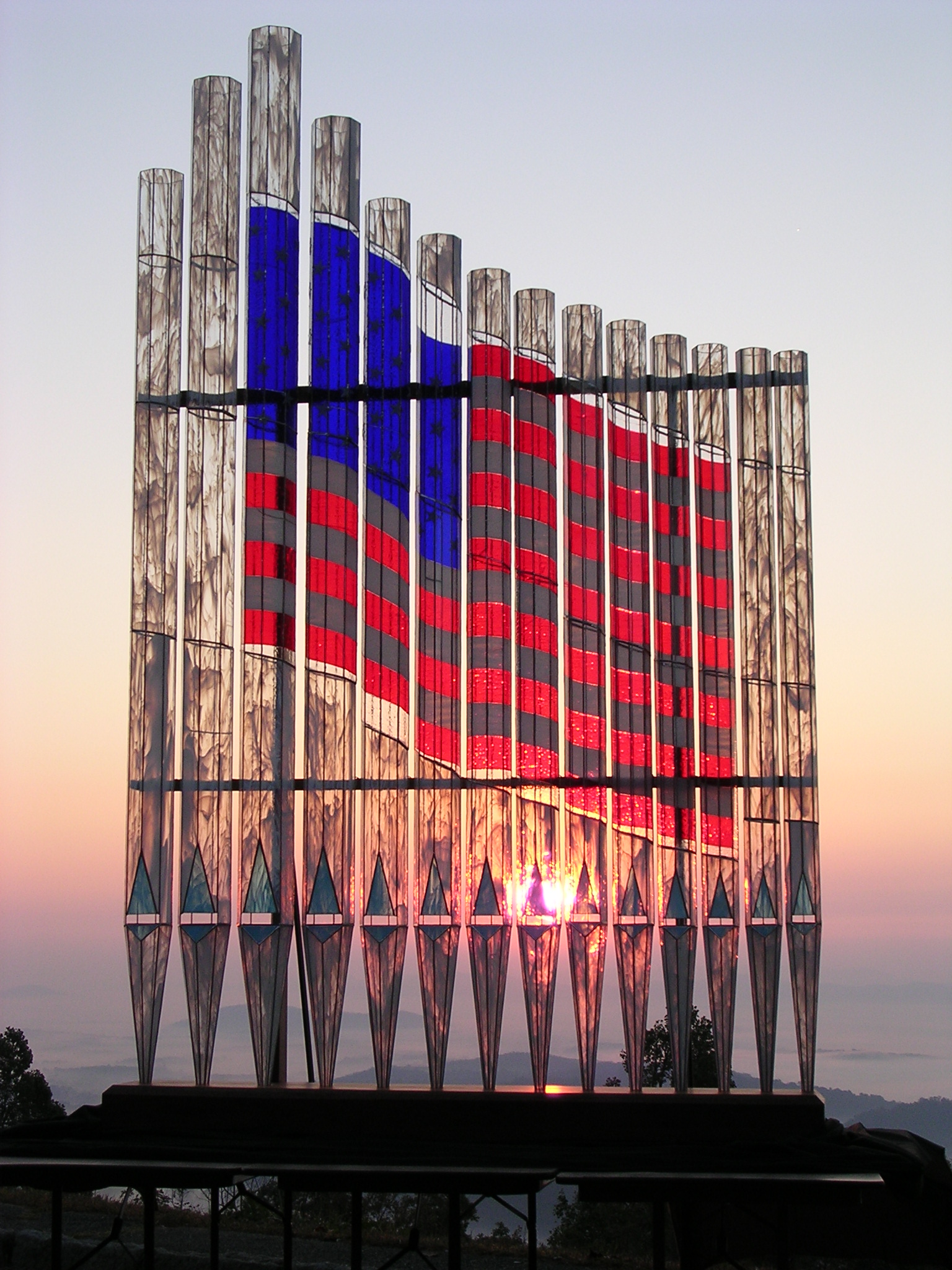
L'orgue à tuyaux en verre du drapeau américain Wilhelmy.
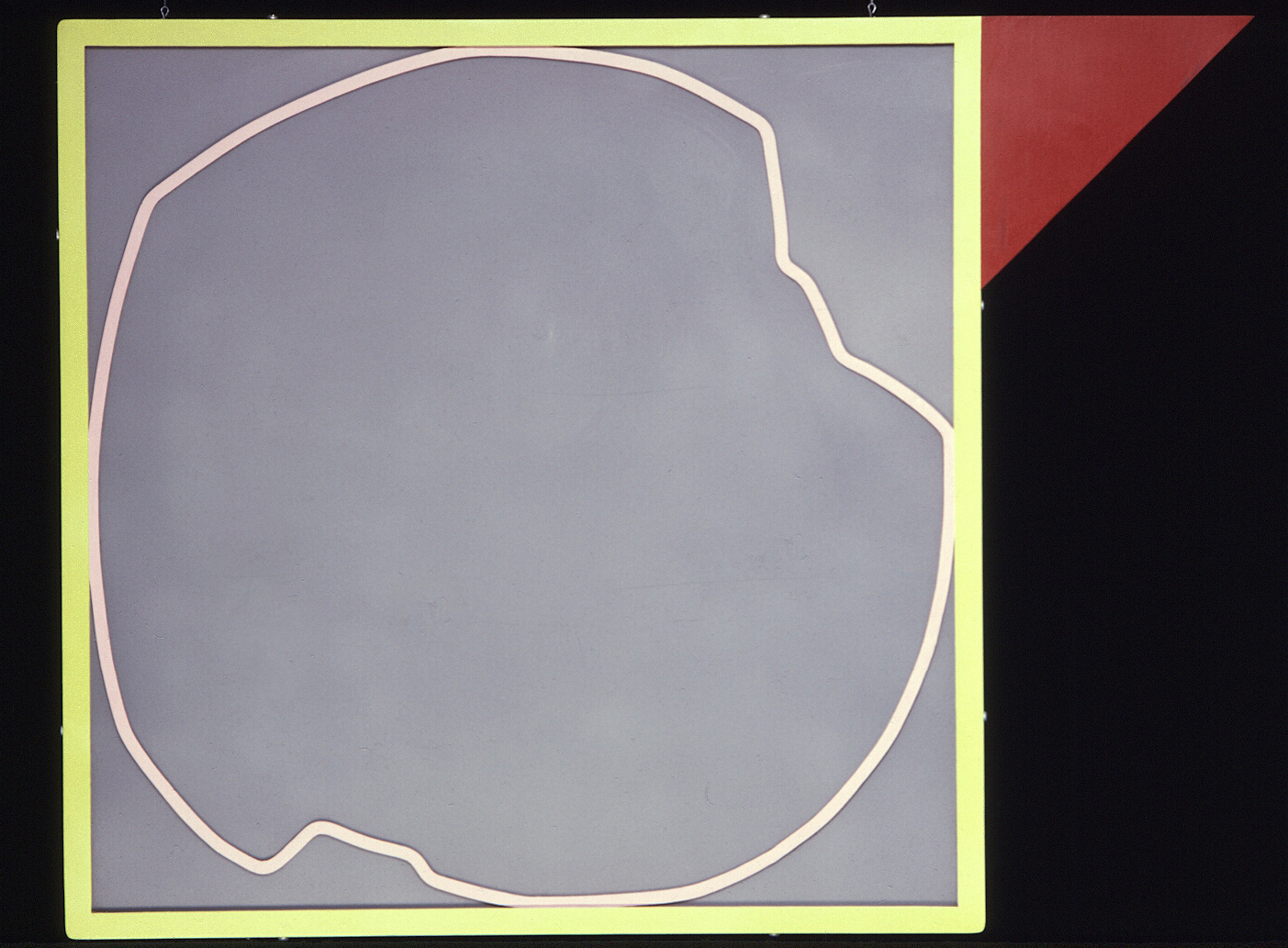
Casey Lewis, Harpo Marx (1976) 26 x 26, Musée du verre de Corning.
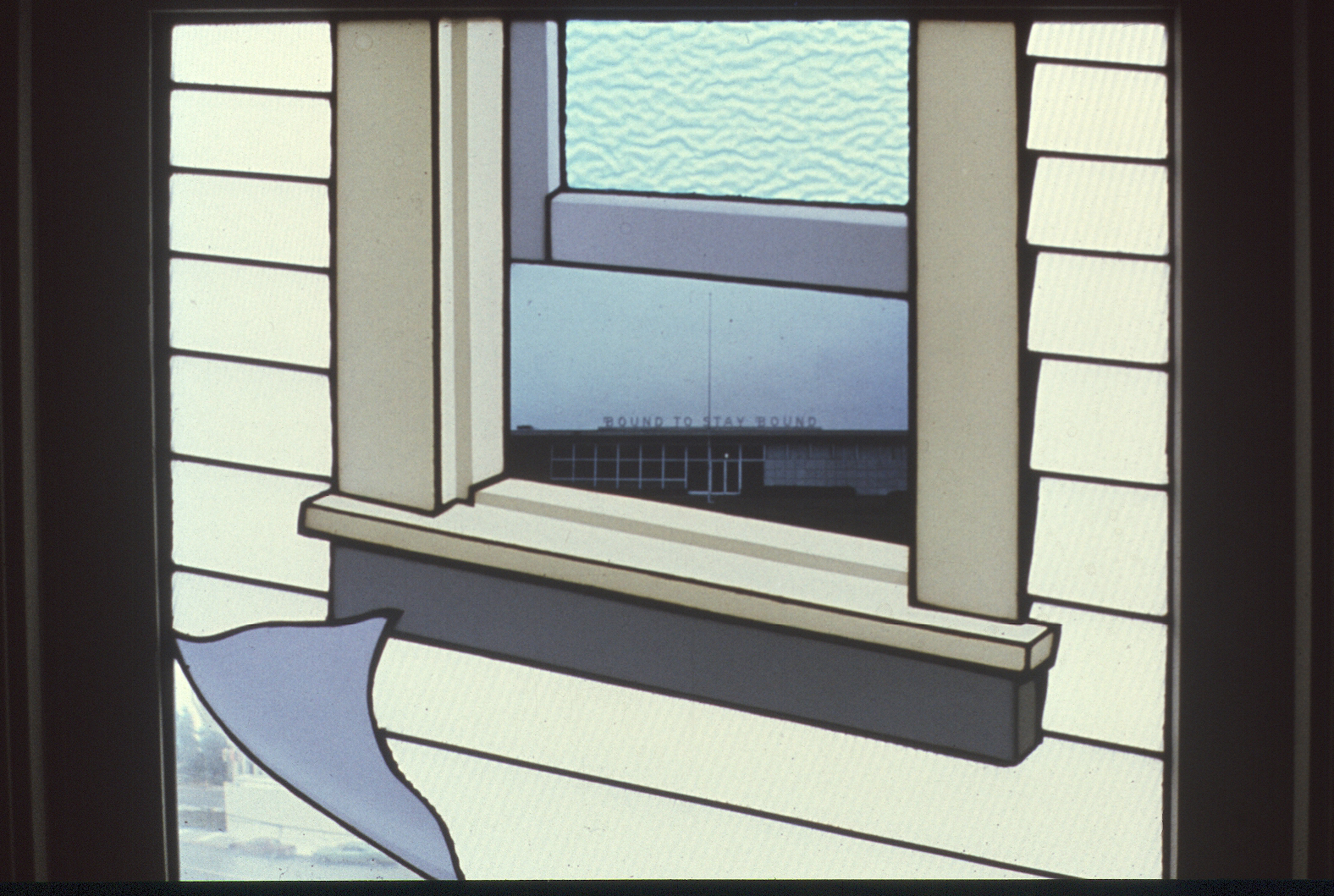
Richard Posner, Persistance of Vision (1975), Metropolitan Museum of Art.